# Paris Match
Paris Match ist eine französische, wöchentlich erscheinende Illustrierte. Sie wurde im Jahre 1949 gegründet und ist seither für ihre Devise Le poids des mots, le choc des photos (zu Deutsch Das Gewicht der Wörter, der Schock der Bilder) bekannt.

## Geschichte
Paris Match wurde im Jahr 1949 durch den Unternehmer Jean Prouvost gegründet. Den Namen erhielt die Zeitschrift durch die Wochenzeitschrift Match, die 1938 durch Jean Prouvost übernommen wurde. Er wandelte die ehemalige Sportzeitung im Jahr darauf in ein Nachrichtenmagazin um. Während des Zweiten Weltkriegs wurde Match nicht mehr gedruckt. Erst 1949 erschien die Zeitung wieder, allerdings unter dem neuen Namen Paris Match, unter Leitung von Philippe Boegner. Das Format der neuen Zeitung hatte die amerikanische Zeitschrift Life als Vorbild: Man wollte aktuelle Informationen mit Reportagen und Exklusiv-Fotos kombinieren. Die erste Paris Match erschien am 25. März 1949 mit Winston Churchill auf dem Titelblatt.
Paris Match war bis zum Ende der 1950er Jahre ein großer Erfolg. Dann aber sank der Absatz aufgrund der wachsenden Konkurrenz und des Aufkommens des Fernsehens kontinuierlich. Die Auflage sank von 800.000 Exemplaren im Jahre 1958 auf weniger als 600.000 im Jahr 1975.
1976 wurde das Magazin von Daniel Filipacchi übernommen. Roger Thérond wurde erneut Chefredakteur, was er schon von 1962 bis 1968 war. Er blieb dies bis 1999. Unter seiner Leitung wurde Paris Match wieder erfolgreicher und die Auflage stieg wieder.
Paris Match gehört auch heute noch der Hachette-Filipacchi-Médias-Gruppe, welche Lagardère gehört. Die Auflage beträgt 688.000 Exemplare (2009).
2006 wurde der Chefredakteur entlassen, nachdem auf der Titelseite ein Foto von Cécilia Sarkozy mit ihrem zwischenzeitlichen Geliebten erschienen war.
Im August 2007 veröffentlichte das Magazin Urlaubsfotos vom französischen Präsidenten Nicolas Sarkozy in einem Boot und retuschierte auf den Fotos den Hüftspeck am Körper weg. Dies nahm die Wochenzeitung L’Express zum Anlass, das korrekte Foto zu veröffentlichen. Paris Match erklärte, die Haltung des Präsidenten im Boot und der Lichteinfall hätten die Bauchfalte übertrieben groß aussehen lassen.

## Titelblätter von Paris Match
Paris Match ist in Frankreich für seine Titelblätter bekannt. Auf der Website des Magazins sind sämtliche sogenannte Unes (französisch für Titelseiten) seit der Ersterscheinung im Jahre 1949 aufgelistet.